# Charminus minor
Charminus minor là một loài nhện trong họ Pisauridae.
Loài này thuộc chi Charminus. Charminus minor được Roger de Lessert miêu tả năm 1928.